# بيل ويليامسون
بيل ويليامسون (بالإنجليزية: Bill Williamson)‏ هو لاعب كرة قدم بريطاني (وحمل سابقاً جنسية المملكة المتحدة لبريطانيا العظمى وأيرلندا) في مركز الهجوم، ولد في 1884 في المملكة المتحدة، وتوفي في 2 أغسطس 1918. لعب مع ستوك سيتي وليستر سيتي ونادي تلفورد يونايتد ونادي كرو ألكساندرا.